# Cup of China de 2011
Cup of China de 2011 foi a nona edição da Cup of China, um evento anual de patinação artística no gelo organizado pela Associação Chinesa de Patinação (em inglês:  Chinese Skating Association), e que fez parte do Grand Prix de 2011–12. A competição foi disputada entre os dias 4 de novembro e 6 de novembro, na cidade de Xangai, China.

## Eventos
- Individual masculino
- Individual feminino
- Duplas
- Dança no gelo

## Medalhistas
| Evento                        | Ouro                                         | Prata                                            | Bronze                                           |
| Individual masculino detalhes | Jeremy Abbott · Estados Unidos               | Nobunari Oda · Japão                             | Song Nan · China                                 |
| Individual feminino detalhes  | Carolina Kostner · Itália                    | Mirai Nagasu · Estados Unidos                    | Adelina Sotnikova · Rússia                       |
| Duplas detalhes               | Yuko Kavaguti · Alexander Smirnov · Rússia   | Zhang Dan · Zhang Hao · China                    | Kirsten Moore-Towers · Dylan Moscovitch · Canadá |
| Dança no gelo detalhes        | Ekaterina Bobrova · Dmitri Soloviev · Rússia | Maia Shibutani · Alex Shibutani · Estados Unidos | Pernelle Carron · Lloyd Jones · França           |

## Resultados

### Individual masculino
| Pos.              | Nome             | Nacionalidade  | Pontos | PC        | PL         |
| ----------------- | ---------------- | -------------- | ------ | --------- | ---------- |
| Medalha de ouro   | Jeremy Abbott    | Estados Unidos | 228.49 | 79.32 (3) | 149.17 (3) |
| Medalha de prata  | Nobunari Oda     | Japão          | 227.11 | 77.65 (4) | 149.46 (2) |
| Medalha de bronze | Song Nan         | China          | 226.75 | 72.72 (5) | 154.03 (1) |
| 4                 | Yuzuru Hanyu     | Japão          | 226.53 | 81.37 (2) | 145.16 (4) |
| 5                 | Artur Gachinski  | Rússia         | 222.54 | 81.64 (1) | 140.90 (6) |
| 6                 | Richard Dornbush | Estados Unidos | 205.27 | 62.93 (8) | 142.34 (5) |
| 7                 | Kevin Reynolds   | Canadá         | 204.41 | 64.31 (7) | 140.10 (7) |
| 8                 | Wu Jialiang      | China          | 182.49 | 65.06 (6) | 117.43 (8) |

### Individual feminino
| Pos.              | Nome              | Nacionalidade  | Pontos | PC         | PL         |
| ----------------- | ----------------- | -------------- | ------ | ---------- | ---------- |
| Medalha de ouro   | Carolina Kostner  | Itália         | 182.14 | 61.88 (1)  | 120.26 (1) |
| Medalha de prata  | Mirai Nagasu      | Estados Unidos | 173.22 | 60.96 (2)  | 112.26 (2) |
| Medalha de bronze | Adelina Sotnikova | Rússia         | 159.95 | 53.74 (3)  | 106.21 (3) |
| 4                 | Zhang Kexin       | China          | 153.32 | 52.85 (5)  | 100.47 (5) |
| 5                 | Christina Gao     | Estados Unidos | 152.48 | 51.99 (8)  | 100.49 (4) |
| 6                 | Kanako Murakami   | Japão          | 150.20 | 53.09 (4)  | 97.11 (7)  |
| 7                 | Ksenia Makarova   | Rússia         | 143.47 | 45.90 (9)  | 97.57 (6)  |
| 8                 | Geng Bingwa       | China          | 142.09 | 52.61 (6)  | 89.48 (8)  |
| 9                 | Valentina Marchei | Itália         | 133.86 | 45.90 (7)  | 81.44 (9)  |
| 10                | Zhu Qiuying       | China          | 108.57 | 35.28 (10) | 73.29 (10) |

### Duplas
| Pos.              | Nome                                    | Nacionalidade    | Pontos | PC        | PL         |
| ----------------- | --------------------------------------- | ---------------- | ------ | --------- | ---------- |
| Medalha de ouro   | Yuko Kavaguti / Alexander Smirnov       | Rússia           | 186.74 | 64.45 (1) | 122.29 (1) |
| Medalha de prata  | Zhang Dan / Zhang Hao                   | China            | 177.67 | 60.57 (3) | 117.10 (2) |
| Medalha de bronze | Kirsten Moore-Towers / Dylan Moscovitch | Canadá           | 172.04 | 60.78 (2) | 111.26 (4) |
| 4                 | Amanda Evora / Mark Ladwig              | Estados Unidos   | 170.63 | 57.88 (5) | 112.75 (3) |
| 5                 | Sui Wenjing / Han Cong                  | China            | 169.47 | 60.00 (4) | 109.47 (5) |
| 6                 | Yu Xiaoyu / Jin Yang                    | China            | 162.96 | 54.42 (6) | 108.54 (6) |
| 7                 | Taylor Steele / Robert Schultz          | Canadá           | 141.84 | 48.25 (7) | 93.59 (7)  |
| 8                 | Klára Kadlecová / Petr Bidař            | República Tcheca | 120.95 | 38.34 (8) | 82.61 (8)  |

### Dança no gelo
| Pos.              | Nome                                | Nacionalidade  | Pontos | DC        | DL        |
| ----------------- | ----------------------------------- | -------------- | ------ | --------- | --------- |
| Medalha de ouro   | Ekaterina Bobrova / Dmitri Soloviev | Rússia         | 163.52 | 65.73 (1) | 97.79 (1) |
| Medalha de prata  | Maia Shibutani / Alex Shibutani     | Estados Unidos | 148.40 | 57.79 (2) | 90.61 (2) |
| Medalha de bronze | Pernelle Carron / Lloyd Jones       | França         | 130.97 | 52.41 (4) | 78.56 (3) |
| 4                 | Penny Coomes / Nicholas Buckland    | Reino Unido    | 130.39 | 53.89 (3) | 76.50 (4) |
| 5                 | Huang Xintong / Zheng Xun           | China          | 120.11 | 45.07 (6) | 75.04 (5) |
| 6                 | Yu Xiaoyang / Wang Chen             | China          | 115.59 | 48.36 (5) | 67.23 (7) |
| 7                 | Charlotte Lichtman / Dean Copely    | Estados Unidos | 109.61 | 40.26 (8) | 69.35 (6) |
| 8                 | Emily Samuelson / Todd Gilles       | Estados Unidos | 106.74 | 43.64 (7) | 63.10 (8) |

## Quadro de medalhas
| Ordem | País           | Medalha de ouro | Medalha de prata | Medalha de bronze |    | Ordem por total |
| ----- | -------------- | --------------- | ---------------- | ----------------- | -- | --------------- |
| 1     | Rússia         | 2               |                  | 1                 | 3  | 1               |
| 2     | Estados Unidos | 1               | 2                |                   | 3  | 1               |
| 3     | Itália         | 1               |                  |                   | 1  | 4               |
| 4     | China          |                 | 1                | 1                 | 2  | 3               |
| 5     | Japão          |                 | 1                |                   | 1  | 4               |
| 6     | Canadá         |                 |                  | 1                 | 1  | 4               |
| 6     | França         |                 |                  | 1                 | 1  | 4               |
| TOTAL | TOTAL          | 4               | 4                | 4                 | 12 | —               |